# 共軛 (酸鹼理論)
根據酸鹼質子理論，一分子或離子的共軛酸是該分子或離子從其他的酸得到一個質子H+
（即质子化）後的產物，在此反應中，原來參與分子或離子為鹼，得到一個質子之後即為其共軛酸。而共軛鹼就是酸在失去一個質子（去质子化）後的產物。有些酸可以提供多個質子，因此某酸的共軛鹼有可能仍是酸性的。
簡單來說，可以用以下的化学反应來說明:
酸+碱⇌共轭碱+共轭酸
约翰内斯·尼古劳斯·布仑斯惕和马丁·劳里提出了酸鹼質子理論，根據此理論，任何可以提供質子給其他化合的化合物就是酸，而可以接收質子的化合物就是鹼。質子是原子核內的粒子，帶有一個正電荷，可以用H+
表示，因為氫原子的原子核就是一個質子，也就是氢正离子。
根據參與反應的化學物質不同，以及使用的酸碱理论，陽離子有可能是共軛酸，陰離子也有可能是共軛鹼。最簡單可以是共軛鹼的陰離子是溶剂化电子，而其共軛酸就是氫原子。

## 酸碱反應
酸和碱的化學反應會產生對應的共軛碱和共軛酸。酸會失去質子，而碱會得到質子。在以下的圖示中，箭頭表示碱和質子反應形成的鍵結，箭頭從碱的電子對開始，指向酸的氫離子（質子），這個氫離子最後會轉移：
此例中，碱性氫氧根離子從铵接收氫離子，水則是氫氧根離子的共軛酸，而酸性的铵失去一個氫離子，氨則是其共軛碱。而上述反應的逆反應是水H
2O提供一個氫離子，形成OH−，因此OH−也可以視為是水的共軛碱。「酸」、「碱」、「共軛碱」、「共軛酸」不是專屬於特定化合物，可能在其逆反應中，酸和共軛酸的角色就對調了。

## 共軛酸碱的強度
共軛酸的強度和解离常数成正比。較強的共軛酸比較容易將氫離子推到其他的化合物中，有較高的平衡常数。共軛碱的強度可以視為是其拉氫離子的傾向，若共軛碱是強碱，溶解後會將氫離子留下，其對應的酸也比較不會分解。
強酸的共軛碱會是弱碱，像盐酸HCl溶於水中的分解就是很好的例子。因為HCl是強酸（在水中大量分解），其Cl−
就是弱碱，大部份的H+
不會和Cl−
結合，而是和水結合，形成水合氢离子H
3O+
，因此盐酸的共軛碱是比水弱的弱碱。
另一方面，若化合物是弱酸，其共軛碱不一定會是強碱。像乙酸根離子是乙酸的共軛碱，鹼解離係數（Kb）約為5.6×10−10，是弱鹼。
若希望化合物的共軛碱是強碱，化合物本身需要是非常弱的酸，例如水。

## 識別共軛酸鹼對
若要識別共軛酸鹼對，可以在反應中找只差一個氫離子的反應物和生成物。在生成物一側的共軛酸在反應中獲得了一個氫離子，因此少一個氫離子的對應反應物即為鹼。生成物一側的共軛鹼在反應中失去了一個氫離子，因此多一個氫離子的對應反應物即為酸。
考慮以下的酸鹼反應：
硝酸（HNO
3）提供一個氫離子和水分子，因此在在此反應中是酸，其共軛鹼即為硝酸根（NO−
3）即為。水分子在反應中接受了氫離子（質子），是鹼，其共軛酸是水合氢离子（H
3O+
）。
| 方程式                         | 酸     | 鹼       | 共軛鹼 | 共軛酸  |
| ------------------------------ | ------ | -------- | ------ | ------- |
| HClO 2 + H 2O → ClO− 2 + H 3O+ | HClO 2 | H 2O     | ClO− 2 | H 3O+   |
| ClO− + H 2O → HClO + OH−       | H 2O   | ClO−     | OH−    | HClO    |
| HCl + H 2PO− 4 → Cl− + H 3PO 4 | HCl    | H 2PO− 4 | Cl−    | H 3PO 4 |

## 應用
共軛酸鹼可以用在缓冲溶液系統中。缓冲溶液是由弱酸及其共軛鹼（以鹽類的方式存在）或弱鹼及其共軛酸所組成的系統，可以在滴定過程中限制pH值的變化。缓冲溶液有一般實驗上的應用，也有在生物體內的應用。人體血液就類似缓冲溶液，可以調節pH值。血液中最重要的缓冲系統是重碳酸鹽緩衝系統，避免因為二氧化碳的增減而造成pH值的劇幅變化。其化學反應如下：
{\displaystyle {\ce {CO2 + H2O <=> H2CO3 <=> HCO3^- + H+}}}
以下是一些常見的緩衝試劑。
| 緩衝試劑                 | pKa              | 適用的pH值範圍 |
| ------------------------ | ---------------- | -------------- |
| 檸檬酸                   | 3.13, 4.76, 6.40 | 2.1 - 7.4      |
| 乙酸                     | 4.8              | 3.8 - 5.8      |
| KH2PO4                   | 7.2              | 6.2 - 8.2      |
| 2-环己氨基乙磺酸（CHES） | 9.3              | 8.3–10.3       |
| 硼酸鹽                   | 9.24             | 8.25 - 10.25   |

另一個常用作緩衝試劑的有機化合物是乙酸。乙酸CH
3COOH若要成為緩衝試劑，需要和其共軛鹼CH
3COO−
混合。所形成的混合物即為乙酸緩衝溶液，是由CH
3COOH和CH
3COONa的水溶液混合而。乙酸和許多弱酸一樣，是許多化學實驗中常見的為緩衝試劑。
乳酸林格氏液是由有機酸乳酸、乳酸根、鈣離子、鈉離子、鉀離子及氯離子，用蒸餾水製備的緩衝溶液，所形成的液體其張性類似人體血液，常用於因物理创伤、外科手術或烧伤產生出血之後的體液補充。

## 酸以及其共軛碱的列表
以下是一些酸以及其共軛碱的列表，兩者只差一個質子（H+離子）。酸的酸性隨表往下而遞減，碱的碱性隨表往下而遞增。
| 酸                    | 共軛碱                |
| --------------------- | --------------------- |
| H2F+ 二氢氟阳离子     | HF 氢氟酸             |
| HCl 盐酸              | Cl− 氯离子            |
| H2SO4 硫酸            | HSO4− 硫酸氢根离子    |
| HNO3 硝酸             | NO3− 硝酸根离子       |
| H3O+ 水合氢离子       | H2O 水分子            |
| HSO4− 硫酸氢根离子    | SO42− 硫酸根离子      |
| H3PO4 磷酸            | H2PO4− 磷酸二氢根离子 |
| CH3COOH乙酸           | CH3COO− 乙酸根离子    |
| HF 氢氟酸             | F− 氟離子             |
| H2CO3 碳酸            | HCO3− 碳酸氢根离子    |
| H2S 硫化氢            | HS− 氢硫根离子        |
| H2PO4− 磷酸二氢根离子 | HPO42− 磷酸一氢根离子 |
| NH4+ 铵离子           | NH3 氨                |
| H2O 水分子            | OH− 氢氧根离子        |
| HCO3− 碳酸氢根离子    | CO32− 碳酸根离子      |

## 碱以及其共軛酸的列表
以下是一些碱以及其共軛酸的列表。酸的酸性隨表往下而遞減，碱的碱性隨表往下而遞增。
| 碱                     | 共軛酸                 |
| ---------------------- | ---------------------- |
| C2H5NH2 乙胺           | C2H5NH3+ 乙基铵離子    |
| CH3NH2 甲胺            | CH3NH3+ 甲基铵離子     |
| NH3 氨                 | NH4+ 铵離子            |
| C5H5N 吡啶             | C5H6N+ 吡啶鎓陽離子    |
| C6H5NH2 苯胺           | C6H5NH3+ 苯銨離子      |
| C6H5COO- 苯甲酸離子    | C6H5COOH 苯甲酸        |
| F- 氟離子              | HF 氟化氢              |
| PO3− 4 磷酸根離子      | HPO2− 4 磷酸一氫根離子 |
| OH− 氢氧根離子         | H2O 水（中性，PH值 7） |
| HCO− 3 碳酸氢根        | H2CO3 碳酸             |
| CO2− 3 碳酸根          | HCO− 3 碳酸氢根        |
| Br- 溴離子             | HBr 溴化氢             |
| HPO2− 4 磷酸一氫根離子 | H2PO− 4 磷酸二氫根離子 |
| Cl- 氯離子             | HCl 氯化氢             |
| H2O 水                 | H3O+ 水合氢离子        |
| NO− 2亚硝酸根離子      | HNO2 亚硝酸            |